# Krajné
Krajné (hongrois : Karaj) est un village de Slovaquie situé dans la région de Trenčín.

## Histoire
La première mention écrite du village date de 1392.

## Démographie

### Évolution de la population
| Année:               | 1994. | 2004.   | 2014.   | 2024.   |
| -------------------- | ----- | ------- | ------- | ------- |
| Nombre de personnes: | 1811  | 1664    | 1556    | 1405    |
| Différence:          |       | -8,11 % | -6,49 % | -9,70 % |

| Année:               | 2023. | 2024.   |
| -------------------- | ----- | ------- |
| Nombre de personnes: | 1422  | 1405    |
| Différence:          |       | -1,19 % |